# Pszithüra
A pszithüra (ψιθύρα) ókori görög hangkeltő eszköz, minden bizonnyal az idiofon hangszerek családjába tartozott.
Neve szerepel a Kr. u. 2. században élt Pollux Onomasztikon című szótárában. Eszerint a hangszer afrikai eredetű, a „trógloditák” találmánya; egy rőf hosszúságú téglalap formájú keretből áll, melyen forgatható orsók vannak, amik a krotalonhoz hasonló hangot adnak. Pollux megjegyzi még, hogy vannak, akik az aszkarosszal azonosítják.
A pszithüra a ’suttog, susog’ jelentésű pszithürizó igéből képzett hangutánzó szó.
Dél-itáliai, apúliai vázafestményeken Kr. e. 360-tól kezdve gyakran tűnik fel egy furcsa tárgy, amely leginkább kis létrára hasonlít. Az emberi alakokkal összevetve az eszköz nagyjából 45–60 cm hosszú, 15–20 cm széles lehetett, a 6-20 sűrűn elhelyezkedő „létrafok” közepén egy-egy kis fehér pötty látható. Nőkkel, Aphroditével, Erósszal kapcsolatos jelenetekben szerepel, a helyszín sokszor egy ház női lakosztálya, a háttérben néha kis szentély (aedicula) vagy oszlopos tornác ábrázolódik.

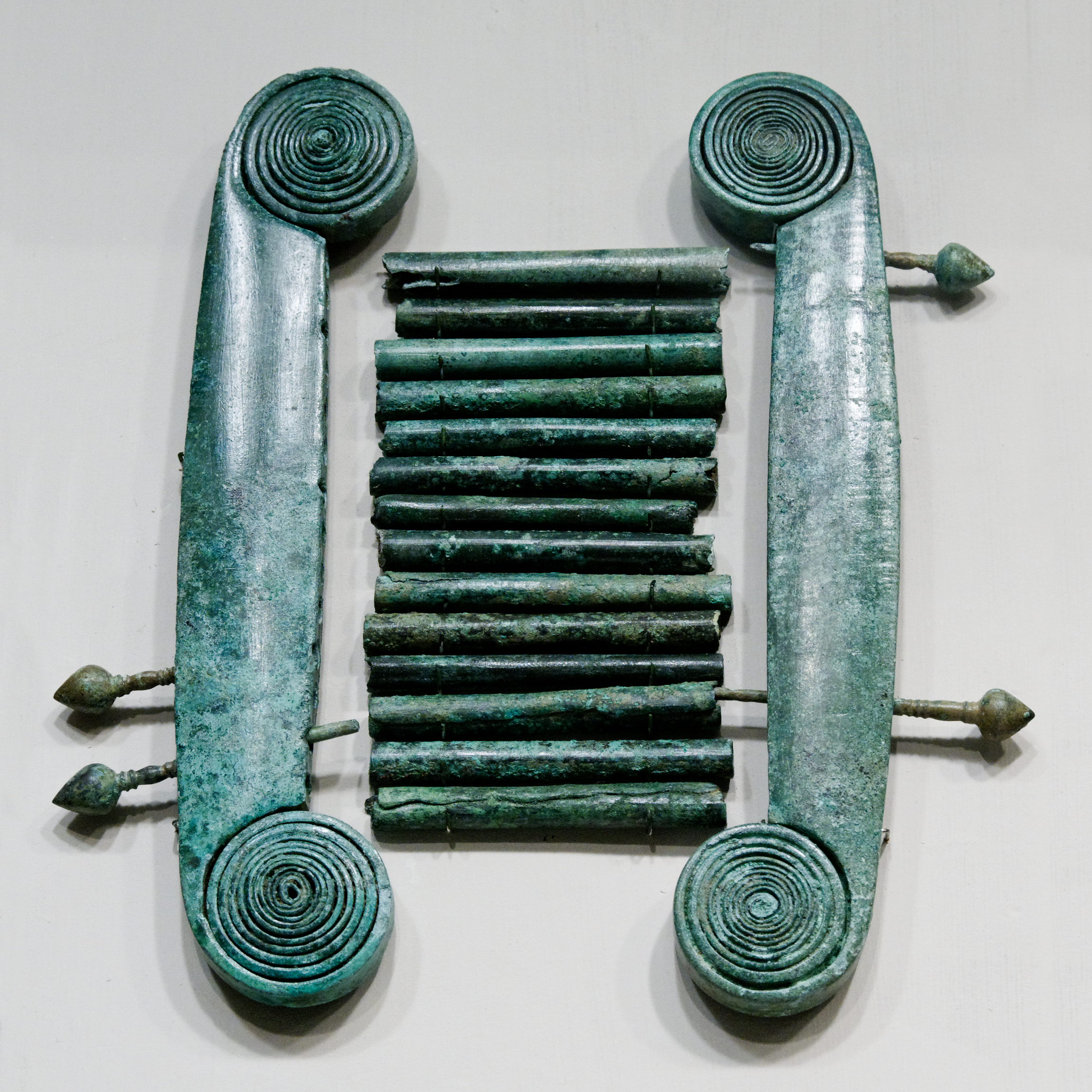
A pszithürával valószínűleg azonosítható hangszer maradványa

Több esetben lírák, hárfák között látható. Egy vázafestményen egy nő ülő helyzetben az eszköz egyik sarkát a bal kezében tartva a jobb kezének szétterpesztett ujjaival olyan mozdulattal érinti a „létrafokokat”, mintha húrokat pengetne, miközben vele szemben egy másik nőalak táncol. Mindezek alapján megalapozottnak tűnik hangszerként való azonosítása, bár korábban hajgöndörítőnek vagy kötőeszköznek is gondolták. A 20. századi irodalomban gyakran „apúliai hangszerként” említik.
Hangszertani besorolása ugyanakkor sokáig vitatott volt. Vélték sokhúrú hárfa- vagy citeraféle húros hangszernek, xilofonhoz hasonló dallamjátszó idiofon hangszernek, sok helyen „apúliai szisztrum” néven említik, feltételezve, hogy az óegyiptomi szisztrumhoz hasonlóan valamiféle rázó-csörgő hangszer lehetett.
Egy elképzelés szerint a létraszerű eszköz „fokai” úgy vannak felszerelve, hogy hosszanti furatukon át egy-egy vékony rúdra vannak lazán felfűzve, hogy akörül elforgatva zeneileg értékes zörejhangot adjanak ki. Ez jól egyezik Pollux hangszerének leírásával: valószínű, hogy az apúliai vázafestményeken ábrázolt titokzatos tárgy nem más, mint a pszithüra.